# Maalderij De Nieuwe molen

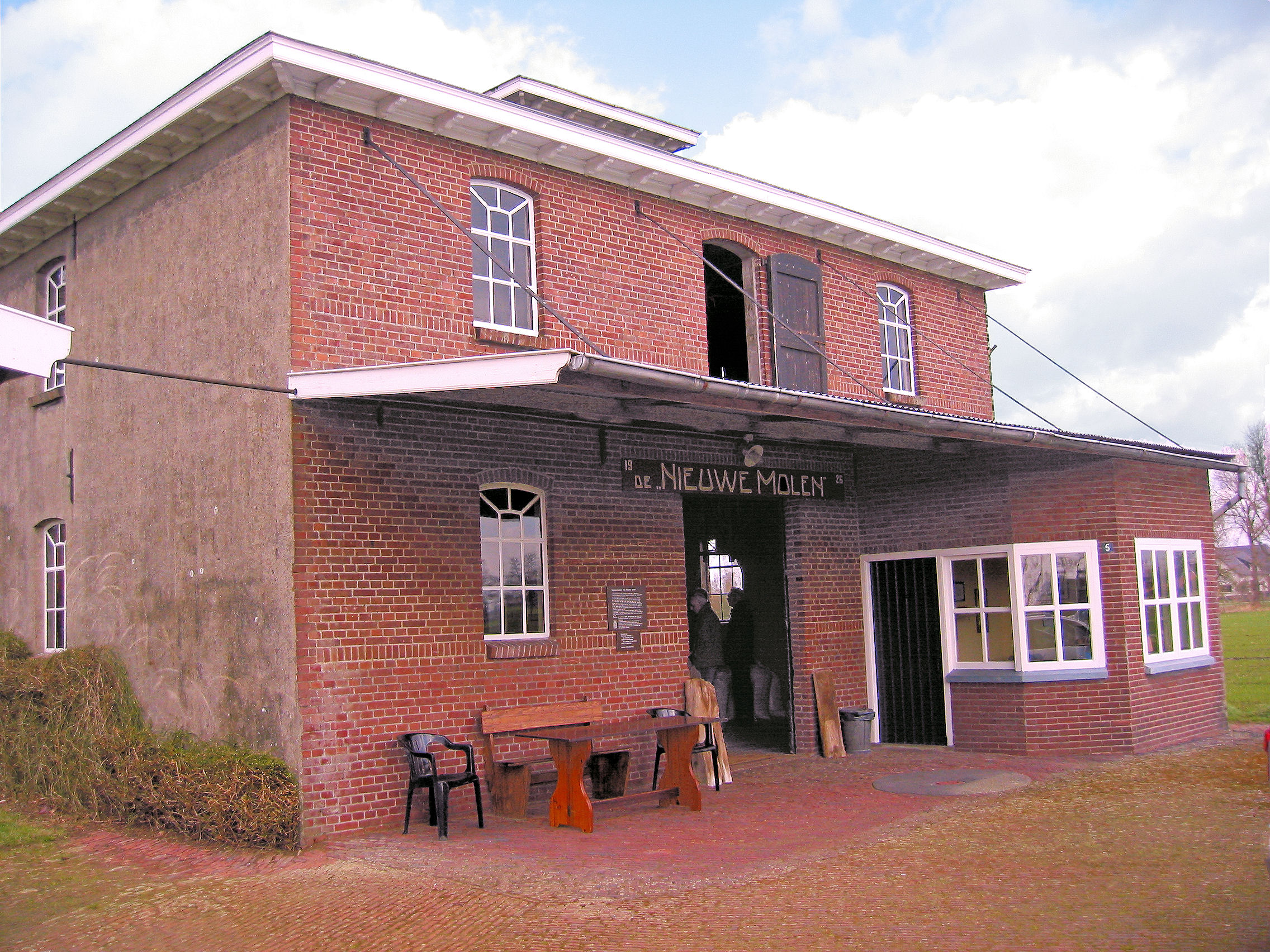
De Nieuwe Molen

Maalderij De Nieuwe molen is een in 1926 gebouwde maalinrichting voor het malen van vooral rogge. De maalderij werd tot 1981 bedrijfsmatig gebruikt en staat aan de Keurhorsterweg 5 te Sinderen in de Nederlandse provincie Gelderland.
De maalderij is gebouwd ter vervanging van de in 1671 gebouwde standerdmolen en in 1937 verder uitgebreid met onder andere een schuur. Er zijn drie koppels maalstenen, een centrifugaal buil, een mengketel en een graanreiniger. Op de eerste verdieping staat een laboratorium opstelling van verschillende, draaiende werktuigen.
In het gebouw staat ook een oven, die vroeger gestookt werd met takkenbossen en gebruikt werd voor het bakken van roggebrood.
Door de vroegere eigenaar A.W. Kersjes is de maalderij overgedragen aan de Stichting Maalderij 'De Nieuwe Molen' en wordt ongeveer 10 dagen per jaar door vrijwilligers in bedrijf gesteld voor het malen van graan.
De maalderij wordt aangedreven door een 1-cilinder dieselmotor Type H20 van de fabrikant Thomassen.

## Fotogalerij

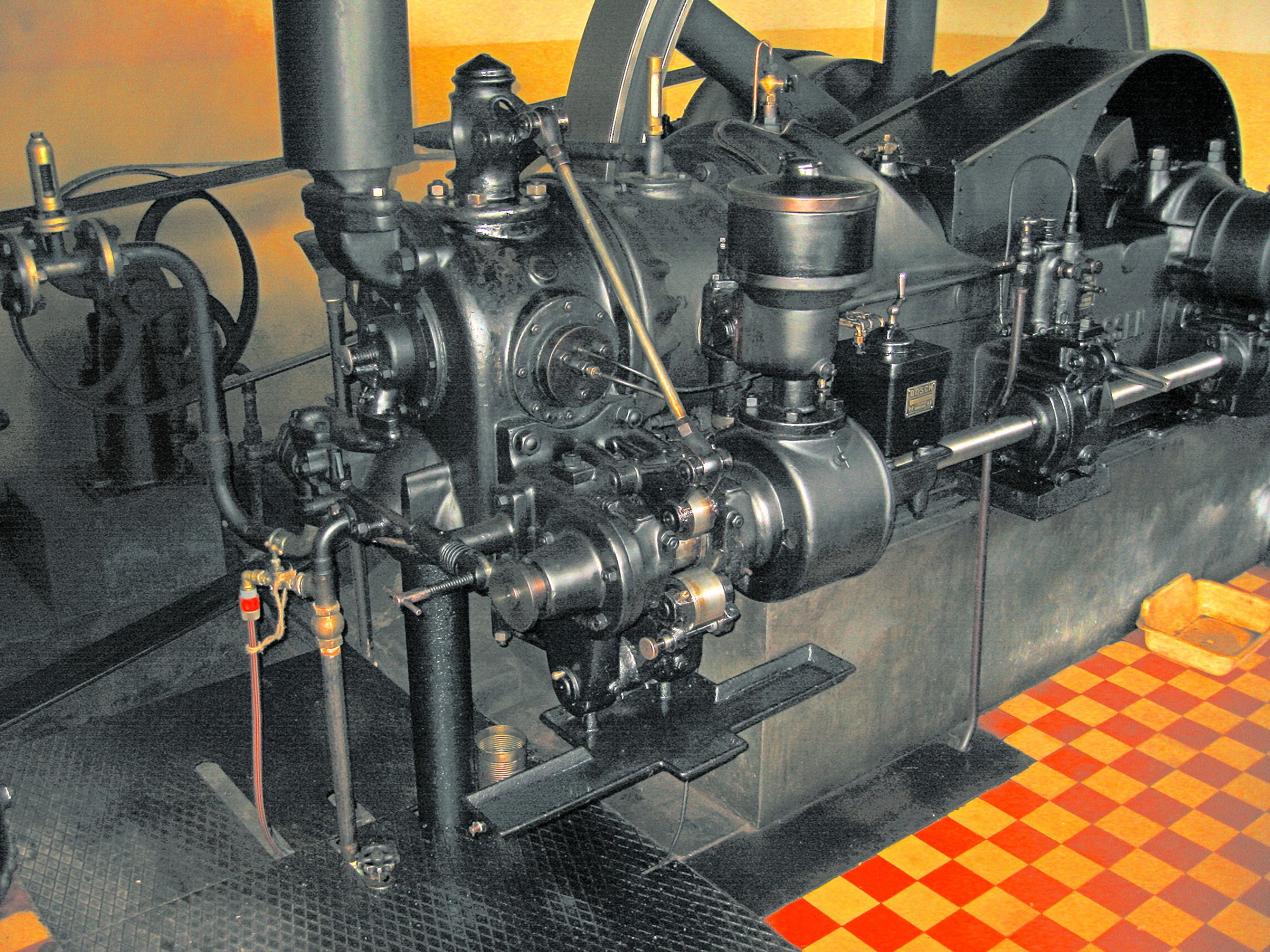
De dieselmotor
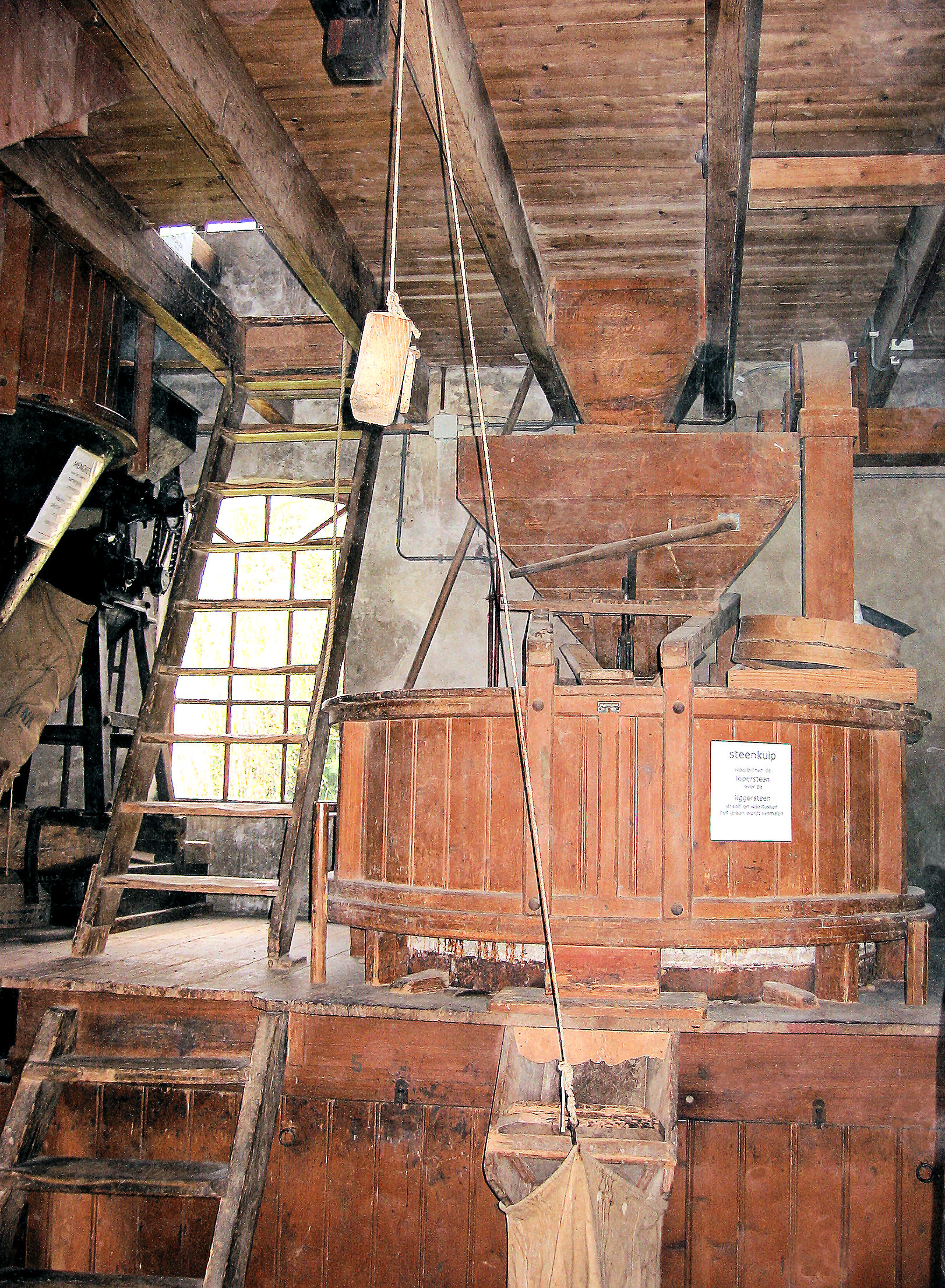
Maalstoel
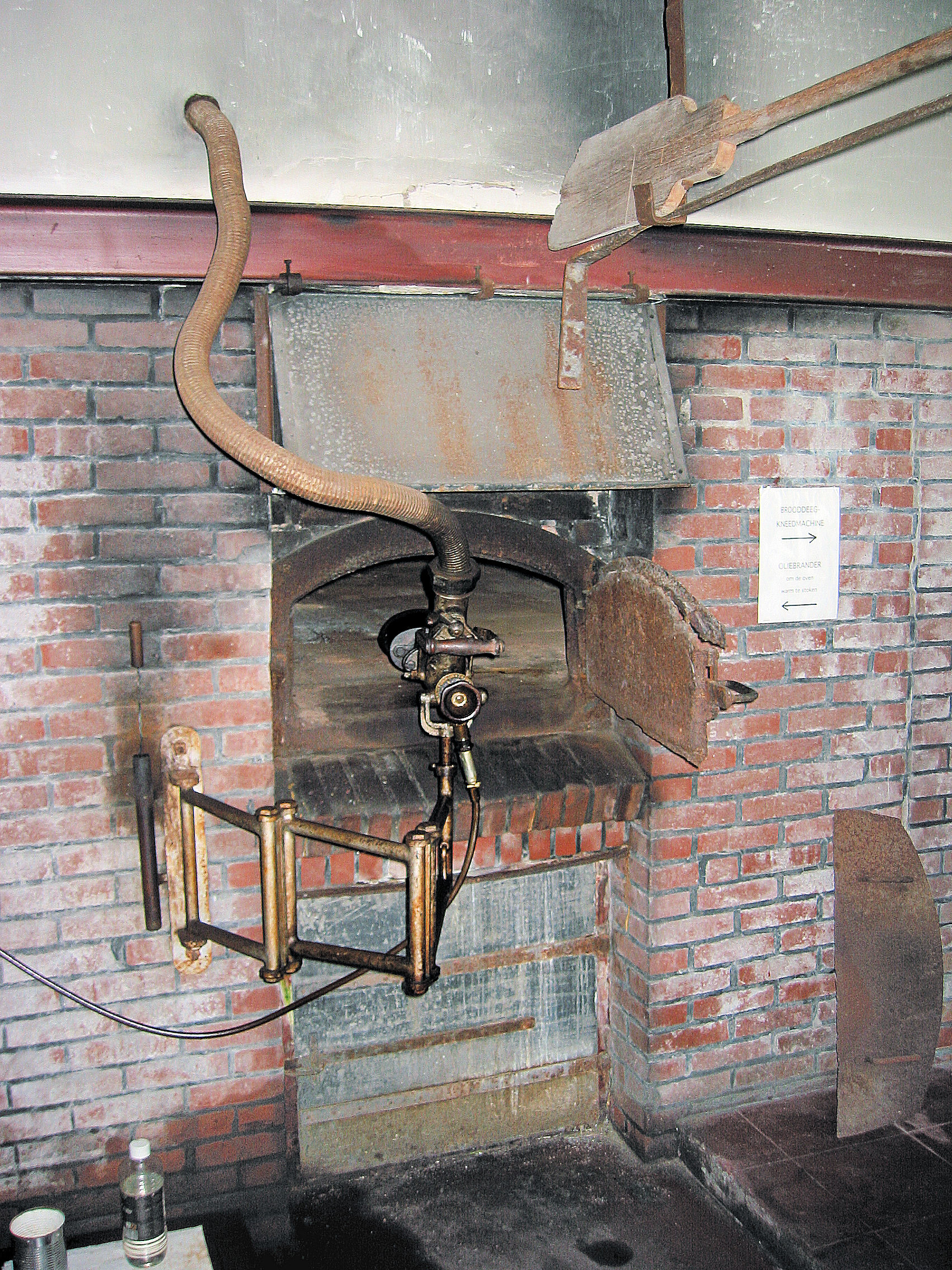
Oven